# Michel Heintz (architect)

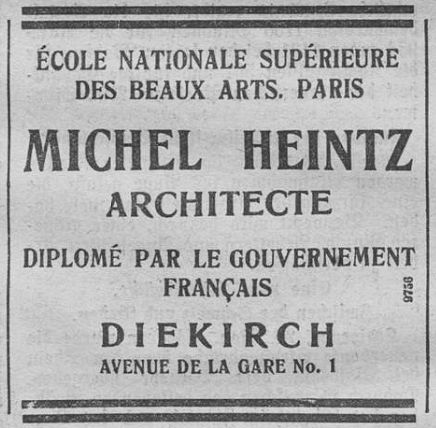
Advertentie van architect Michel Heintz, 1932

Michel Heinrich Heintz (Diekirch, 17 oktober 1906 – Thionville, 26 januari 1993) was een Luxemburgs architect.

## Leven en werk
Michel Heintz was een zoon van schrijnwerker Nicolas Heintz en Susanna Walch. Hij studeerde aan de École des beaux-arts (1924-1932) in Parijs, als leerling van de architecten Pierre André en René Patouillard-Demoriane. Hij behaalde er twee bronzen medailles, in architectuurgeschiedenis en modelleren. In 1932 studeerde hij af, op het onderwerp La maison des missionnaires au Grand Duché de Luxembourg. Hij nam deel aan ontwerpwedstrijden voor het Luxemburgs paviljoen op de wereldtentoonstellingen in Brussel (1935) en Parijs (1937). Zijn projecten werden aangekocht, maar niet uitgevoerd. Met onder anderen Paul Dornseiffer, Victor Engels, Sosthène Weis en Paul Wigreux behoorde hij in 1940 tot de oprichters van de Société des Architectes diplômés Luxembourg.
In 1946 werd Hubert Schumacher benoemd tot staatsarchitect en werd Heintz diens assistent. Ze waren samen verantwoordelijk voor de wederopbouw van de in de Tweede Wereldoorlog vernielde Sint-Willibrordbasiliek in Echternach, waarvoor ze in 1947 de plannen presenteerden. De kerk werd herbouwd volgens de historisch bewaarde plannen uit 1031, trouw aan de romaanse stijl. De nieuwe basiliek werd op 20 september 1953 ingewijd.
Michel Heintz overleed op 86-jarige leeftijd. De gelijknamige kunstenaar Michel Heintz (1944-2013) was zijn zoon.

## Enkele werken
- 1959 renovatie van de pastorie in Bettborn.
- 1962 uitbreiding van het kerkhof en renovatie van de naastgelegen brandweerkazerne in Redange.
- 1963 verbouwing van het koor van de kathedraal van Luxemburg, i.s.m. Léon Loschetter.
- 1970 renovatie van het kerkplateau in Mondorf-les-Bains, i.s.m. Joseph Conrad.
- 1975-1976 bouw van een medisch centrum in Redange, i.s.m. Charles Berg.
- 1977-1978 bouw van een nieuwe pastorie in Redange, i.s.m. Charles Berg.